# Омбудсман на Република Сръбска
Омбудсманът на Република Сръбска (на сръбски: Омбудсман Републике Српске) е бивша независима институция на Република Сръбска, която защитава правата на човека.
Престава да съществува след 31 декември 2009 г. Неговото премахване е сред условията за либерализиране на визовия режим между Босна и Херцеговина и Европейския съюз.